# Холцен (Ешерсхаузен)
Холцен (њем. Holzen) општина је у њемачкој савезној држави Доња Саксонија. Једно је од 32 општинска средишта округа Холцминден. Према процјени из 2010. у општини је живјело 667 становника. Посједује регионалну шифру (AGS) 3255022.

## Географски и демографски подаци
Холцен се налази у савезној држави Доња Саксонија у округу Холцминден. Општина се налази на надморској висини од 190 метара. Површина општине износи 6,6 km². У самом мјесту је, према процјени из 2010. године, живјело 667 становника. Просјечна густина становништва износи 101 становника/km².

## Међународна сарадња
| Мјесто | Држава    | Врста сарадње | Од    |
| ------ | --------- | ------------- | ----- |
|        | Француска | контакт       | 1985. |
| Извор  |           |               |       |